# Искам всичко
Искам всичко (на испански: Quererlo todo) е мексиканска теленовела, режисирана от Клаудия Елиса Агилар и Сандра Шифнер и продуцирана от Игнасио Сада Мадеро за Телевиса през 2020 г. Версията, написана от Антонио Абаскал, Карлос Даниел Гонсалес, Данте Ернандес и Сол Руби Сантияна, е базирана на аржентинската теленовела Herencia de amor, създадена от Енрике Естеванес.
В главните роли са Мишел Рено и Данило Карера, а в отрицателните – Виктор Гонсалес, Скарлет Грубер, Сара Коралес, и Алексис Аяла. Специално участие взема първият актьор Мануел Охеда.

## Сюжет
Историята се развива в живописния град Росарио, Сонора. Членовете на семейство Монтес оспорват собствеността на хасиенда „Ла Нория“, както и останалото наследство. Преди да умре, дон Патрисио Монтес нарежда на своята икономка и вярна дясна ръка Делия Сантос да събере цялото му семейство, както и да бъде единственият наследник на всичките му активи, включително „Ла Нория“. След смъртта му започва война за наследството. Към семейство Монтес се присъединява Валерия Фернандес, красив и млад жена, работеща като модел, която също участва в тази война за наследство, защото нейният годеник Леонел Монтес е син на дон Патрисио и е повече от заинтересован да твърди какво му принадлежи по право. В разгара на целия хаос в хасиендата Валерия среща Матео Сантос, който е син на Делия и работи като коняр; поради начина си на съществуване Валерия събужда в Матео експлозия от силни чувства. По време на бурята Валерия трябва да следва това, което диктува сърцето ѝ и най-вече да се научи да го слуша, за да може да си даде втори шанс да изживее любовна история с Матео, тъй като когато става въпрос за любов, тя само трябва да поиска всичко.

## Актьори
- Мишел Рено – Валерия Фернандес Косио
- Данило Карера – Матео Сантос Коронел
- Виктор Гонсалес – Леонел Монтес Ларагибел
- Сара Коралес – Сабина Куриел
- Скарлет Грубер – Сандра Кабрера Тейес
- Алексис Аяла – Артемио Кабрера
- Оливия Бусио – Далия Сантос Коронел
- Еухения Каудуро – Есмералда Сантос Коронел
- Мануел Охеда – Патрисио Монтес
- Лус Мария Херес – Минерва Ларагибел вдовица де Монтес
- Роберто Бландон – Тирсо Кинтеро
- Мими Моралес – Магдалена Бустаманте
- Хуан Анхел Еспарса – Отец Габриел
- Клаудия Тройо – Луиса Серменьо
- Сачи Тамаширо – Беренис Кабрера Тейес
- Джина Педрет – Ева Тейес де Кабрера
- Игнасио Гуадалупе – Сервандо
- Рубен Бранко – Реми
- Хорхе Гайегос – Басурто
- Лало Паласиос – Лоренцо
- Маркос Монтеро – Алехандро „Чачо“ Морено
- Фабиола Андрере – Корина
- Енрике Монталво – Хуан
- Карън Леоне – Камелия
- Начо Ортис-младши – Факундо
- Зое – Анхелита Монтес
- Алехандро Томаси – Аарон Естрада
- Мирта Рене – Амара Естрада
- Мартин Муньос – Доктор Флавио
- Едуардо Марбан – Ферчо
- Ванеса Матео – Джесика
- Грегорио Ресендис
- Джонатан Очоа – Тито

## Премиера
Премиерата на Искам всичко е на 9 ноември 2020 г. по Las Estrellas. Последният 122. епизод е излъчен на 25 април 2021 г.

## Продукция
Актьорският състав и имената на героите са потвърдени на 15 юни 2020 г. в People en Español, като е и обявено завръщането на Игнасио Сада Мадеро в Телевиса като изпълнителен продуцент. Записите започват на 3 август 2020 г. във форум 14 на Телевиса Сан Анхел и приключват на 20 февруари 2021 г.

## Прием

### Публика
| Година    | Излъчване              | Брой епизоди | Премиера       | Премиера         | Финал         | Финал            |
| Година    | Излъчване              | Брой епизоди | Дата           | Зрители (в млн.) | Дата          | Зрители (в млн.) |
| --------- | ---------------------- | ------------ | -------------- | ---------------- | ------------- | ---------------- |
| 2020-2021 | понеделник-петък 15:30 | 122          | 9 ноември 2020 | 3.2              | 25 април 2021 | —                |